# Wielkopolski-Nationalpark

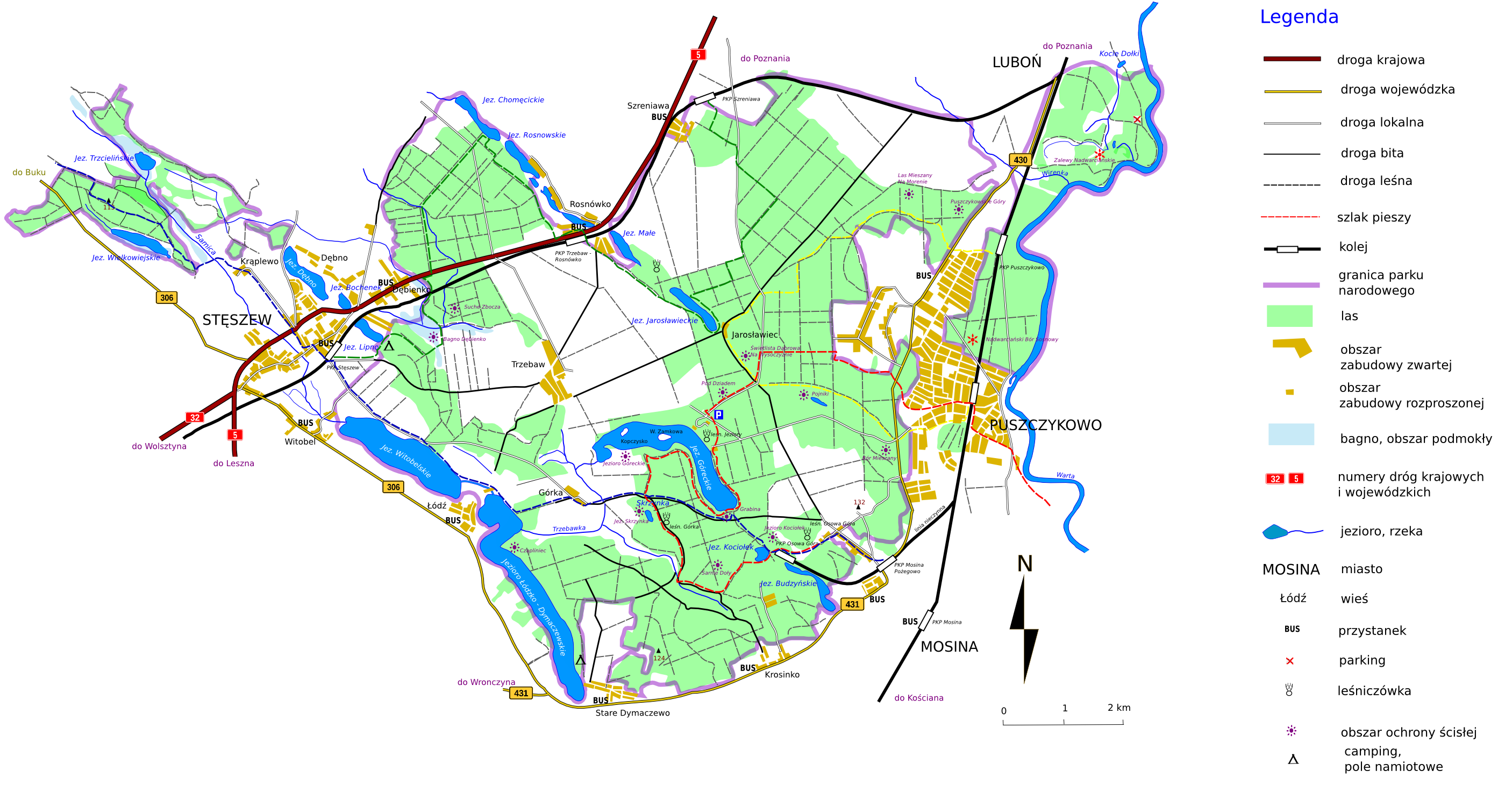
Die Karte des Nationalparks

Der Wielkopolski-Nationalpark (polnisch Wielkopolski Park Narodowy, deutsch „Nationalpark Großpolen“) ist ein Nationalpark in Polen, der im Gebiet der großpolnischen Seenplatte, 15 km südlich von Posen liegt.

## Allgemein
Der Charakter des Nationalparks ist hauptsächlich von der Einwirkung eines Gletschers in der Zeit von vor 70.000–10.000 Jahren beeinflusst. Den größten Teil der Fläche bildet eine Moränen-Hochebene bestehend aus Ton, Sand und Sedimentgestein. Das Gebiet der Hochebene ist abgeschlossen durch eine aufgestaute Moräne mit der höchsten Erhebung des Parks, dem Berg Osowa (132 m ü.d.M). Selbige Hochebene wird von zahlreichen, durch den Gletscher ausgehöhlte Rinnen durchschnitten und in etliche Seen münden. Als schönster unter ihnen gilt der mit zwei Inseln ausgestattete Goreckie-See. Eine Besonderheit des Parks besteht außerdem in dem großen Vorkommen an Findlingen. Der größte von ihnen, der sogenannte Lesnikow-Findling, steht als Naturdenkmal unter Schutz.

## Flora
Auf dem Gebiet des Nationalparks wurde rund 1100 Arten von Gefäßpflanzen festgestellt, außerdem 200 Moospflanzen, 150 Flechtenarten, 350 Algenarten und 400 Arten höherer Pilze. Hauptsächlich sind hier euro-sibirische Arten zu finden, u. a. die Gemeine Kiefer sowie mitteleuropäische Arten wie die Stieleiche, die Rotbuche, der Großblütige Fingerhut und das Weiße Fingerkraut.

## Fauna
Die Tierwelt des Wielkopolski-Nationalparks zeichnet sich durch eine große Artenvielfalt aus. Insbesondere die Wirbellosen sind hier äußerst stark vertreten (über 3000 Insektenarten). Außerdem gibt es im Nationalpark eine umfangreiche Auswahl an Spinnenarten. Zu den interessantesten hier vorkommenden Arten gehört die Wasserspinne, die ihr ganzes Leben unter Wasser verbringt. Die Seen werden von zahlreichen Barschen, Brassen, Schleien, Hechten und Aalen bevölkert.